# Castell de Gàver
Castell de Gàver és una torre del municipi d'Estaràs inclosa en l'Inventari del Patrimoni Arquitectònic de Catalunya.

## Descripció
Construcció situada al costat de l'antiga església parroquial de Santa Maria, aïllada del nucli urbà. S'hi accedeix a partir d'un camí sense asfaltar que surt d'un extrem del poble (41° 41′ 18″ N, 1° 23′ 32″ E / 41.68833°N,1.39222°E). Actualment tal sols són visibles les restes d'una torre de defensa cilíndrica de grans dimensions, que s'assenta directament sobre la roca natural. Exteriorment, aquesta torre se'ns presenta estructurada a partir d'un sòcol d'1 metre que sobresurt de la vertical del mur i permet reforçar els prop de 10 metres d'alçada. Malauradament però, l'interior de la torre és reomplert de runa fruit de l'enderroc dels seus pisos i, per tant, impossible establir les seves característiques estructurals. Si més no podem observar a la part superior de la torre, el farciment irregular del mur i notem també, l'espoli dels carreus del mur interior d'aquesta. L'obra presenta un parament exterior fet amb carreus rectangulars, amb rejunt d'argamassa i perfectament afilerats.

## Història

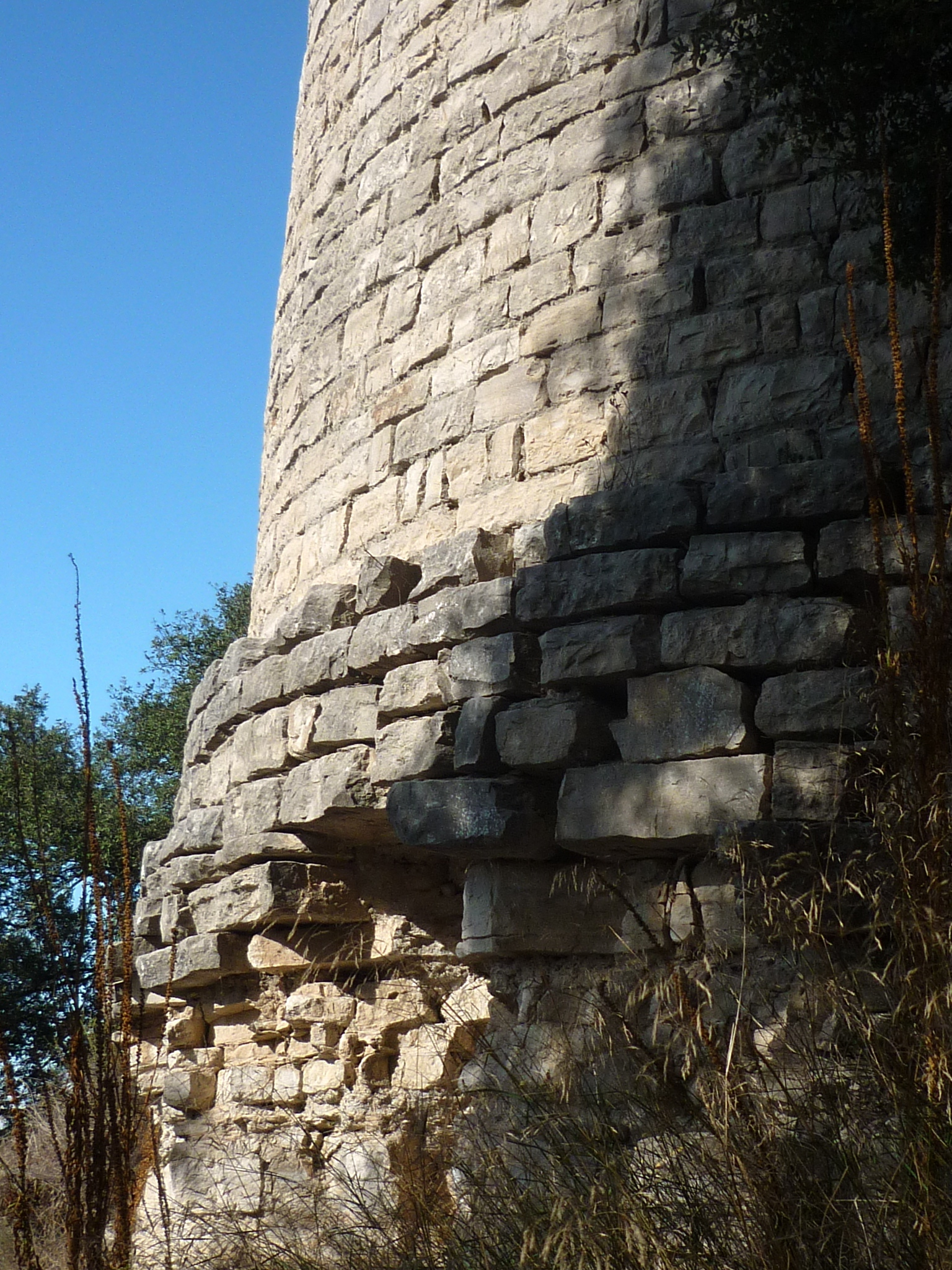
Detall del sòcol

El castell de Gàver formà part en els seus inicis del comtat de Berga o marca del comtat de Cerdanya. L'any 1015 s'esmenta la Valle Gavar, com a terra de frontera amb els sarraïns en el document de donació de Calaf, Calafell i Ferrera. La primera referència directa la trobem l'any 1035 quan el comte Guifré de Cerdanya va llegar al seu fill Bernat el comtat de Berga amb la marca i els castells de Castellfollit de Riubregós, Pujalt, Portell, Gospí i Gavar.
Els comtes de Cerdanya devien cedir en feu el castell de Gàver al vescomte de Cardona. En el seu testament de l'any 1086, Ramon Folc de Cardona llegà el castell de Gàver amb els seus termes a la seva muller Ermessenda i al seu germà Folc.
Al segle xii els Cervera apareixen com a senyors del castell. Durant aquest segle es documenta una família de cavallers, segurament castlana d'aquest castell, cognomenada Gàver. Entre els castlans coneguts cal mencionar Girald de Gàver (1181) i Guillem de Gàver, que el 1192 signà una escriptura de donació feta per Ramon de Cervera a Sant Andreu de Vilagrasseta i Santa Maria de Gramuntell.
El 1251 Jaume I es quedà amb la possessió de Gàver, Estaràs i altres llocs mitjançant una permuta. Al segle xiv el castell fou concedit a Guerau d'Oluja, però més tard passà a mans de la reialesa fins que l'any 1370, Pere el Cerimoniós el vengué a Alamanda, muller de Pere de Queralt. Els Queralt retingueren la jurisdicció fins al 1420, quan Alfons el Magnànim el reincorporà a la corona.
Probablement, durant la guerra civil contra Joan II, el terme tornà a mans particulars. A començaments del segle xvii, la senyoria del lloc era de la família Muntaner. Quan al segle xix es van abolir els senyorius, Gàver era de la família Queraltó.